# Omer Zukanović
Omer Hulusi-efendija Zukanović (? osmanská říše – 31. března 1914 Sarajevo, Bosna a Hercegovina) byl bosenskohercegovský islámský duchovní a pedagog bosňáckého původu.

## Životopis
O původu a vzdělání Omera Zukanoviće nejsou bližší zprávy. Delší čas byl učitelem v základní škole v Tuzle (zastupujícím, od 1900 definitivním), Sarajevu (od 1901) a Banja Luce (od 1902).
Roku 1910 byl jmenován členem ulema-medžlisu, nejvyšší rady duchovních Islámského společenství v Bosně a Hercegovině.